# 舎人部
舎人部（とねりべ）とは、大化改新以前に，大王・皇族に直接仕え、雑役・警衛などで奉仕した舎人を資養した職業部(品部)。

## 概要
「舎人」とは「とのはべり」（殿侍）の縮まったものであろうと、本居宣長は『古事記伝』で述べている。「白髪部舎人」（清寧天皇）・「石上部舎人」・「勾舎人部」（安閑天皇）・「金刺舎人」（欽明天皇）・「他田舎人」（敏達天皇）など、5世紀末から7世紀までの奉仕した天皇の諱・宮号を称したものが知られている。天皇の直轄民である名代が支える型と、宮号を冠した天皇親衛軍としての性格の濃厚なものが見られる。その本籍は東国に集中的に分布し、国造もしくはその一族などの地方豪族の子弟から構成され、朝廷の軍事力を担ったものと推定されている。舎人を多く輩出したという点から、東国は古代を通じて国家の軍事力の基礎として大切な地域であった。
平野邦雄や直木孝次郎は舎人と舎人部は区別されるべきだとし、朝廷に貢進され、近習・護衛の任務にあたった舎人と、それを統率する有力な国造あるいはその一族からなる舎人直、さらに舎人の管掌化で、従卒となったか、あるいは課役を負担した部民が舎人部だとしている。天皇親衛軍としての舎人は、律令制における郡司の子弟からなる兵衛府の兵衛（つわものとねり）や授刀舎人などに継承されている。